# Árón východní
Árón východní (Arum cylindraceum, syn.: Arum alpinum, Arum alpinum subsp. besserianum, Arum orientale subsp. besserianum) je druh jednoděložné rostliny z čeledi árónovité (Araceae). Občas se vyskytují i jiné fonetické varianty rodového jména, hlavně áron, někdy i aron nebo arón, které jsou asi nesprávné. Kaplan in Kubát (2002) i Dostál (1989) udává árón (oboje dlouhé).

## Popis
Jedná se o vytrvalou rostlinu s vejcovitým až skoro kulovitým (tedy oproti árónu plamatému výrazně zkráceným) oddenkem, rostliny proto rostou spíše v menších skupinkách nebo jednotlivě. Listy jsou řapíkaté, střídavé, s listovými pochvami. Čepele listů jsou hrálovité až střelovité, žilnatina je zpeřeně větvená. Černé skvrny na čepeli vždy chybí (u podobného árónu plamatého jsou často, nikoliv však vždy, listy skvrnité). Je to jednodomá rostlina s jednopohlavnými květy. Květy jsou v květenstvích, ve ztlustlých klasech, někdy se tento typ květenství nazývá palice. Květenství podepřeno nápadným listenem, který tvoří toulec. Stopka květenství dosahuje cca do 3/4-4/5 délky řapíku listu (u árónu plamatého to je pouze do 1/2 až 3/4 délky řapíku). Otevřená část toulce je 1,5-2x delší než uzavřená (u árónu plamatého to je mnohem více, je 3,5-5x delší). Květenství se skládá z mnoha květů, které jsou uspořádány do spirály. Naspodu palice jsou samičí květy, nad nimi je úsek samčích květů a nad nimi soubor sterilních květů v podobě brvitých výrůstků na cibulkovité bázi. Nahoře je palice prodloužená v bezkvětý kyjovitý výrůstek. Okvětí chybí. Tyčinek je 3-4, prašníky jsou většinou fialové (árón plamatý je má většinou žluté). Gyneceum je složeno z 1 plodolistu, je monomerické, semeník je svrchní. Plodem jsou červené bobule uspořádané do plodenství. Jedná se o diploida s počtem chromozómů 2n=28 (árón plamatý je tetraploid, 2n=56).

## Rozšíření ve světě
Árón východní roste v Evropě, hlavně v její východní, jihovýchodní a jižní části. Přesné rozšíření není jednoduché stanovit, kvůli taxonomickým problémům okruhu. Taxon je součástí komplexu Arum orientale s.l., ale Arum orientale M. Bieb. subsp. orientale a Arum italicum Mill. jsou zřejmě jiné příbuzné taxony.

## Rozšíření v Česku
V ČR roste roztroušeně až hojně ve východní části republiky. Na Moravě zřejmě zcela nahrazuje druh árón plamatý, který zde asi zcela chybí. V četných publikacích však údaje árónu plamatém z Moravy najdeme. Je tomu tak proto, že dříve lidé druhy nerozlišovali, popřípadě je rozlišovali špatně. Árón východní roste v luzích a ve vlhčích typech mezofilních listnatých lesů, vyžaduje spíše živné a hlubší půdy. Poměrně hojný je v nižších polohách moravských Karpat.

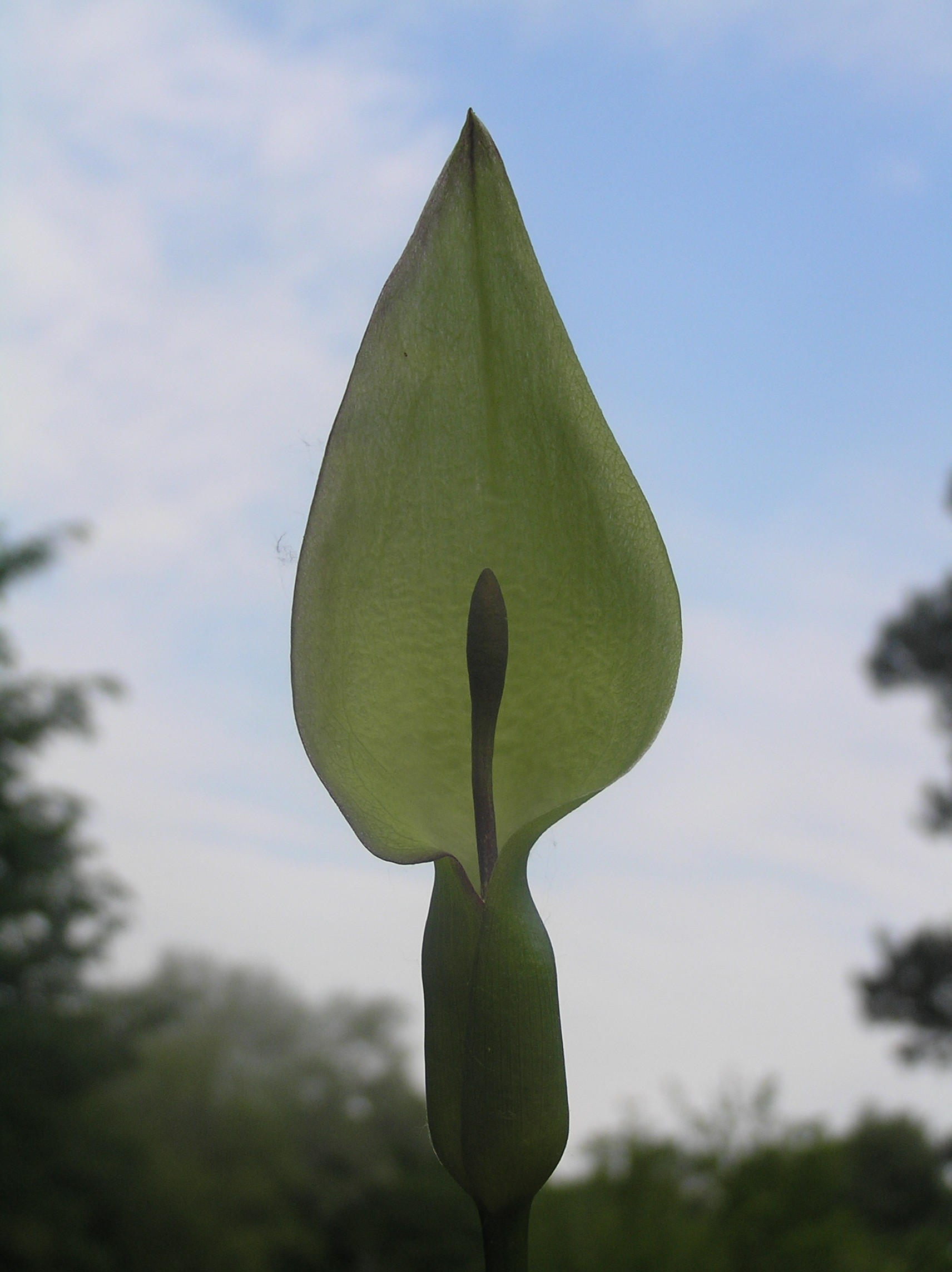
Květenství s toulcem
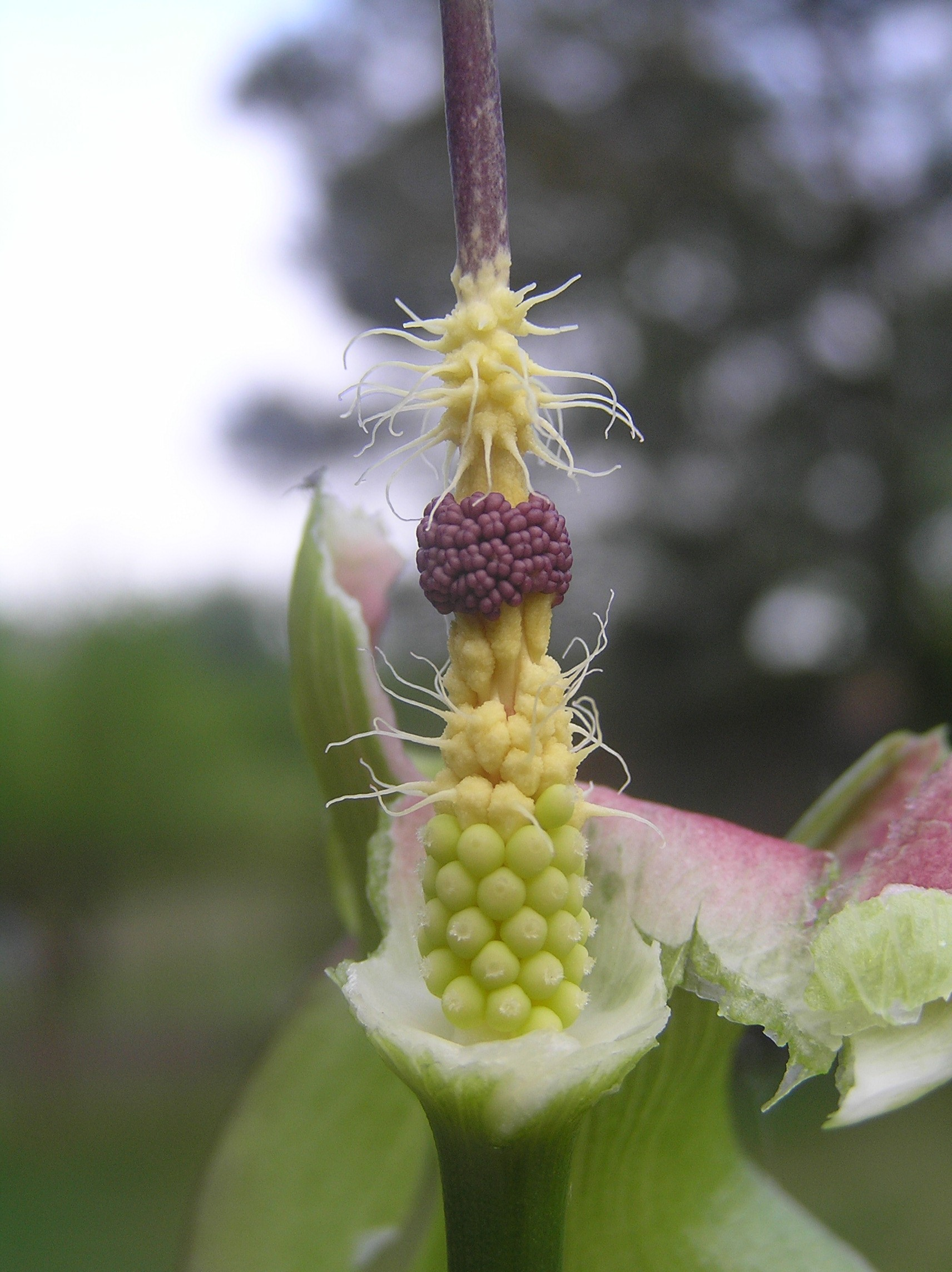
Květenství po násilném odtržení toulce
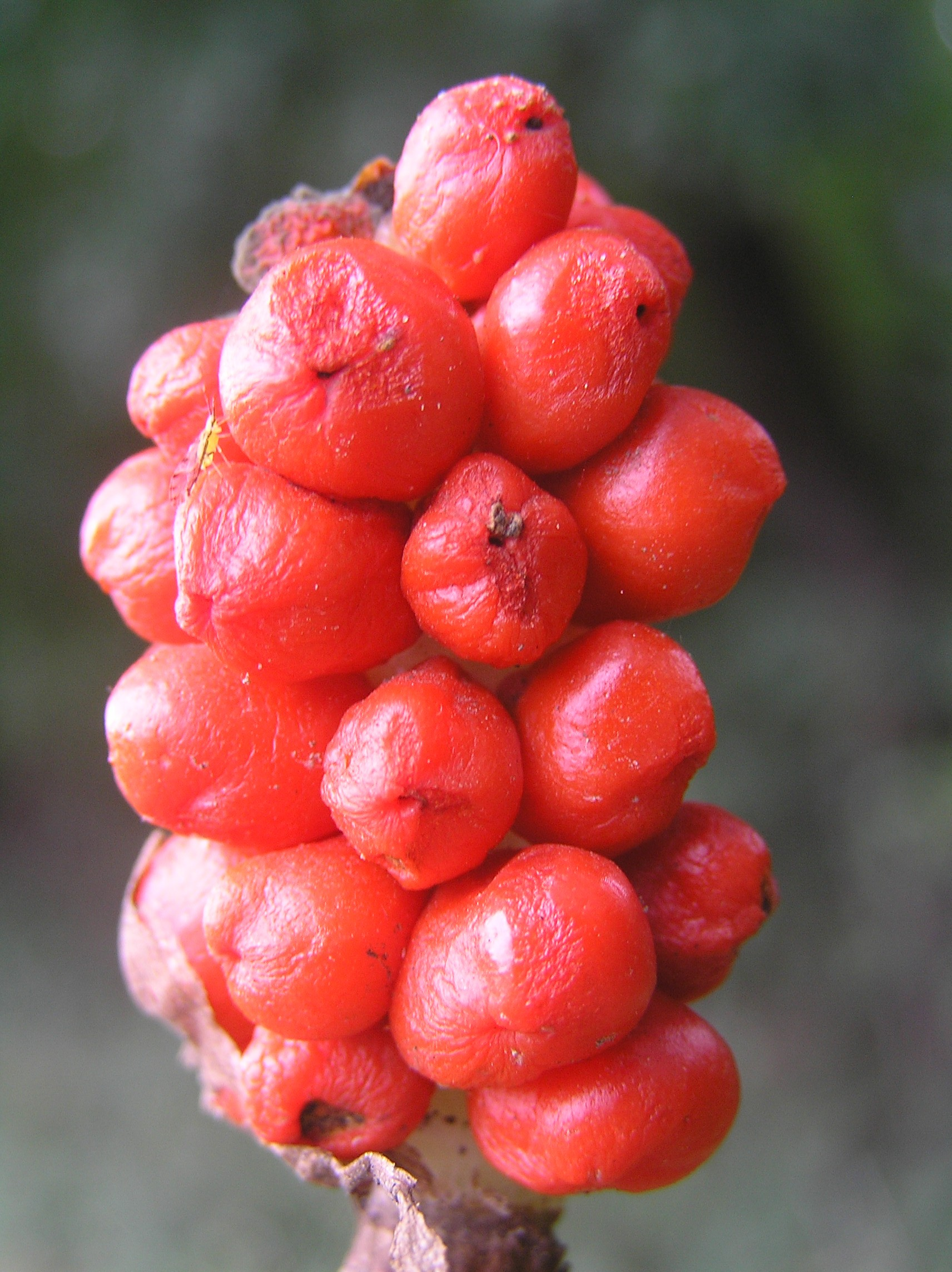
Plodenství